# Aleksandar Trajkovski
Aleksandar Trajkovski (mazedonisch Александар Трајковски; * 5. September 1992 in Skopje) ist ein nordmazedonischer Fußballspieler.

## Karriere

### Verein
Trajkovski begann seine Karriere beim FK Cementarnica 55 Skopje. Zur Saison 2010/11 wechselte er nach Kroatien zu Inter Zaprešić. Im September 2010 debütierte er gegen den NK Istra 1961 in der 1. HNL. Bis Saisonende kam er zu 15 Einsätzen für Inter in der höchsten kroatischen Spielklasse, in denen er vier Tore machte. Zur Saison 2011/12 wechselte der Flügelstürmer nach Belgien zum SV Zulte Waregem. In seiner ersten Spielzeit in der Division 1A absolvierte er 22 Partien, in denen er drei Tore erzielte. In der Saison 2012/13 kam er zu 24 Einsätzen, in denen ihn drei Tore gelangen. Mit Zulte Waregem beendete er die Spielzeit als Vizemeister. Nachdem er den Saisonbeginn 2013/14 noch in Waregem verbracht und sich mit dem Verein für die UEFA Europa League qualifiziert hatte, wurde er im August 2013 innerhalb der Liga an den KV Mechelen verliehen. Während der Leihe absolvierte er 22 Partien in der höchsten belgischen Spielklasse und machte dabei drei Tore.
Zur Saison 2014/15 kehrte Trajkovski wieder nach Waregem zurück. In der Saison 2014/15 kam er zu 33 Einsätzen, in denen er fünf Tore erzielte. Zur Saison 2015/16 wechselte der Offensivspieler nach Italien zur US Palermo. In seiner ersten Saison in der Serie A absolvierte er 32 Partien für die Sizilianer, in denen er drei Tore erzielte. In der Saison 2016/17 verpasste er einen großen Teil der Spielzeit verletzt und kam so nur elfmal zum Einsatz, mit Palermo stieg er zudem zu Saisonende in die Serie B ab. In der zweithöchsten italienischen Spielklasse absolvierte er in der Saison 2017/18 27 Partien, in denen er viermal traf. In der Saison 2018/19 kam er auf acht Tore in 34 Einsätzen. Nach der Saison 2018/19 wurde Palermo allerdings in die viertklassige Serie D strafversetzt.
Daraufhin verließ Trajkovski Italien nach vier Jahren im August 2019 und wechselte nach Spanien zum RCD Mallorca. In der Saison 2019/20 kam er für die Mallorquiner zu 14 Einsätzen in der Primera División, mit dem RCD stieg er allerdings zu Saisonende aus der höchsten Spielklasse ab. In der Saison 2020/21 absolvierte er daher neun Partien in der Segunda División. Mit Mallorca stieg er nach einer Saison wieder in die Primera División auf.

### Nationalmannschaft
Trajkovski absolvierte zwischen März 2011 und März 2014 13 Partien für die mazedonische U-21-Auswahl. Im August 2011 debütierte er in einem Testspiel gegen Aserbaidschan für die A-Nationalmannschaft. Sein erstes Tor für sein Land gelang ihm im August 2013 bei einem 2:0-Testspielerfolg gegen Bulgarien. Mit Nordmazedonien gelang es ihm im November 2020 sich erstmals für eine EM zu qualifizieren. Für das im Sommer 2021 stattfindende Turnier wurde der Offensivmann im Mai 2021 schließlich auch nominiert. Mit dem nordmazedonischen Kader kam er aber nicht über die Gruppenphase hinaus. Am 24. März 2022 erzielte er im Playoff-Halbfinale der Qualifikation zur FIFA-Weltmeisterschaft 2022 gegen Italien in Palermo in der zweiten Minute der Nachspielzeit den Siegtreffer zum 1:0.